# Deense Oost-Indische Compagnie

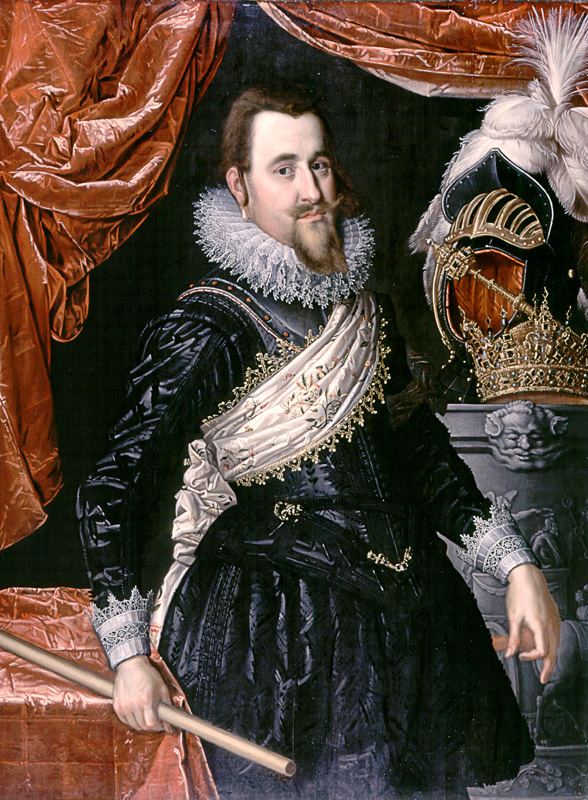
Christiaan IV

De Deense Oost-Indische Compagnie (Deens: Dansk Østindisk Kompagni) werd in het jaar 1616 gesticht door een privilege van de Deense koning Christiaan IV. Het doel van de compagnie was de handel met India. De hoofdbasis lag in Trankebar.
Na een korte bloeiperiode verloor ze haar belangrijke titel en werd in 1729 opgeheven.
In 1732 werd ze opnieuw gesticht als de Oost-Aziatische Compagnie (Østasiatisk Kompagni), maar verloor al in 1772 haar monopolie op de handel.
In hun hoogtijdagen importeerden de Deense en de Zweedse Oost-Indische Compagnie meer thee dan de Britse Oost-Indische Compagnie. 90% van het totaal werd gesmokkeld en tegen een hoge winst in Groot-Brittannië verkocht.
Gedurende de napoleontische oorlogen in 1801 en 1807 werd de Deense hoofdstad Kopenhagen door de Britse marine bestookt. Als gevolg van de laatste aanval verloor Denemarken zijn gehele oorlogsvloot en het eiland Helgoland. De Britse dominantie op de zeeën betekende het einde voor de Deense Oost-Indische Compagnie.